# Antarctic Press
Antarctic Press est une maison d'édition américaine publiant des comics de type Amerimanga. Fondée en 1984 par Ben Dunn (en) et vendue à Avatar Press dans les années 2010, elle a son siège à San Antonio au Texas.

## Historique
En 1976, Ben et Joe Dunn, âgés de douze et dix ans, font un voyage de famille à Taïwan où ils découvrent les mangas japonais. Ben Dunn et son ami Marc Ripley fondent Mangazine en 1984 pour publier les mangas de Dunn. Le nom Antarctic Press est adopté par la suite sous l'influence des auteurs Fred Perry, Joe Wight et Rod Espinoza. Ninja High School, le premier hit d'Antarctic Press, sort en 1987.
Dans les années 1990, la maison traduit et distribue aux États-Unis les mangas de la mangaka japonaise Ippongi Bang (en). En 1991, Antarctic sort Gold Digger (par Fred Perry), un de ses best-sellers,. En 1994, Antarctic lance Warrior Nun Areala (en), qui suscite une controverse pour mettre en scène une religieuse violente et partiellement dévêtue. Alors que le modèle direct-to-video se développe, un projet d'animation vidéo de Warrior Nun est prévu. À la fin des années 1990, Antarctic Press cesse la publication de mangas japonais.
Dans les années 2000, Antarctic Press est le plus gros distributeur de comics dans la chaîne de librairies Borders. Antarctic Press a lancé des artistes tels que Terry Moore, Alex Robinson et Fred Perry.
Dans les années 2010, Ben Dunn vend Antarctic Press à Avatar Press.
En 2018, Antarctic Press annule la publication de Jawbreakers - Lost Souls par Richard C. Meyer alors que l'auteur fait l'objet de boycott dans les librairies,,. En 2020 sort sur Netflix la série Warrior Nun, une adaptation libre de Warrior Nun Areala (en) sorti 26 ans plus tôt,.

## Auteurs publiés
- Terry Moore : Strangers in Paradise.
- Alex Robinson : De mal en pis.
- Martin Wagner.